# カミング・アウト・オブ・ザ・ダーク
「カミング・アウト・オブ・ザ・ダーク」 (Coming Out of the Dark)は、グロリア・エステファンの楽曲。通算13枚目（ソロ名義では2枚目）のスタジオ・アルバム『イントゥ・ザ・ライト』から1枚目のシングルとしてリリースされた。

## 解説
バス事故による脊髄損傷とそのリハビリを経ての復活第一弾作品となった。
同年のアメリカン・ミュージック・アワードで初披露され、スタンディングオベーションを受けた。
Billboard Hot 100では自身通算3曲目となる首位を記録した。

## 収録曲
日本盤 3"シングル
1. カミング・アウト・オブ・ザ・ダーク
2. カミング・アウト・オブ・ザ・ダーク（スパニッシュ・ヴァージョン）
3. カミング・アウト・オブ・ザ・ダーク（インストゥルメンタル・ヴァージョン）